# Scironis tarsalis
Scironis tarsalis là một loài nhện trong họ Linyphiidae.
Loài này thuộc chi Scironis. Scironis tarsalis được James Henry Emerton miêu tả năm 1911.